# Saint-Jean-sur-Tourbe
Saint-Jean-sur-Tourbe ist eine französische Gemeinde mit 90 Einwohnern (Stand 1. Januar 2022) im Marne in der Region Grand Est. Sie gehört zum Kanton Argonne Suippe et Vesle im Arrondissement Châlons-en-Champagne. 

## Lage
Die Gemeinde wird vom namensgebenden Fluss Tourbe tangiert, einem Nebenfluss der Aisne. Sie ist umgeben von folgenden Nachbargemeinden:
|              | Laval-sur-Tourbe                            | Berzieux, Courtémont      |
| Somme-Suippe | Kompassrose, die auf Nachbargemeinden zeigt | Dommartin-sous-Hans, Hans |
|              | Somme-Tourbe                                | Somme-Bionne              |

## Vorgeschichte

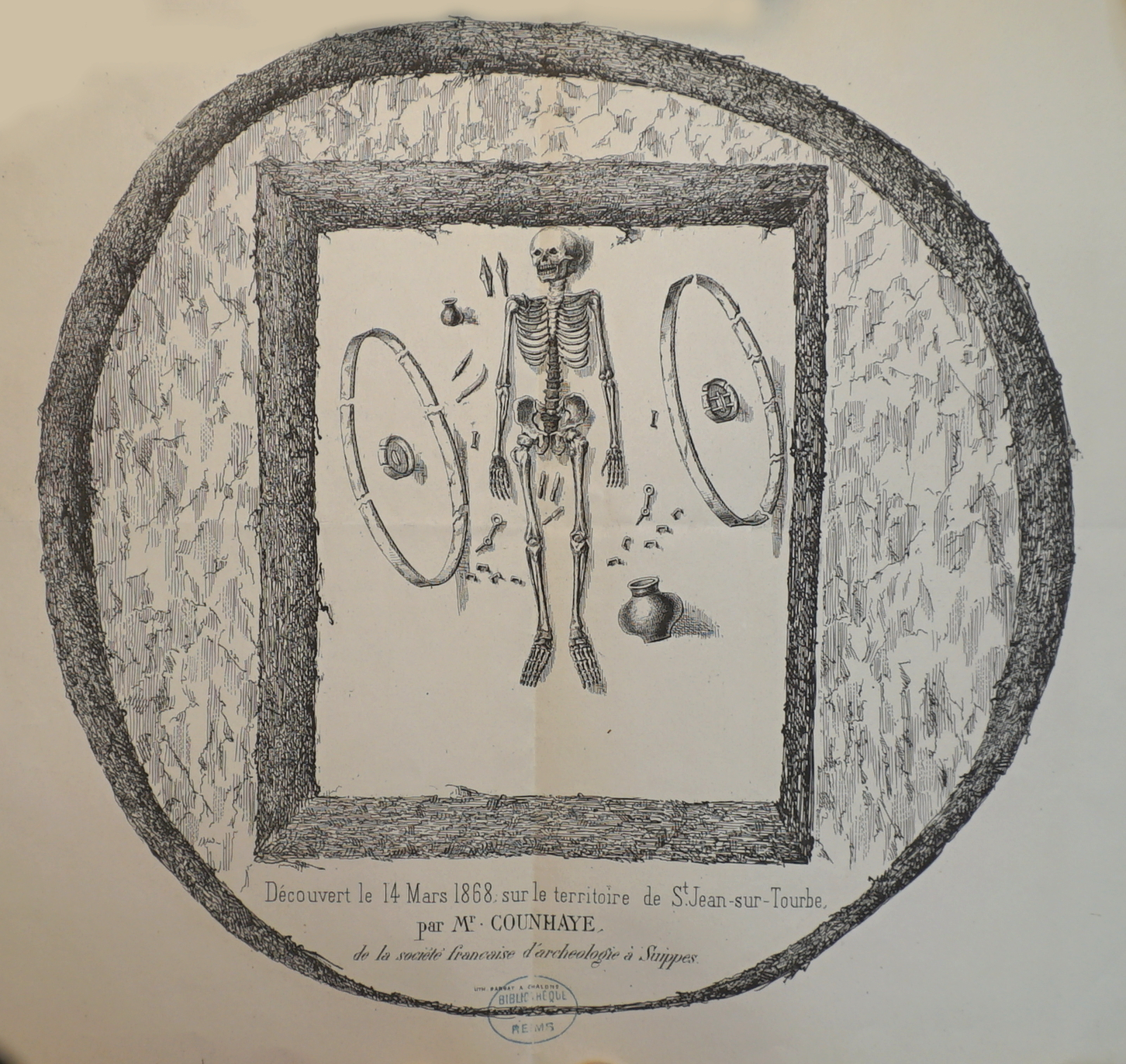
Wagengrab

Ein gallisches Wagengrab (französisch Tombe à char) wurde 1868 gefunden. Zu den Besonderheiten gehört eine 24,5 cm messende Bronzeschale mit Koralleneinlagen. (Abb. Simon James 1998 S. 46)

## Bevölkerungsentwicklung

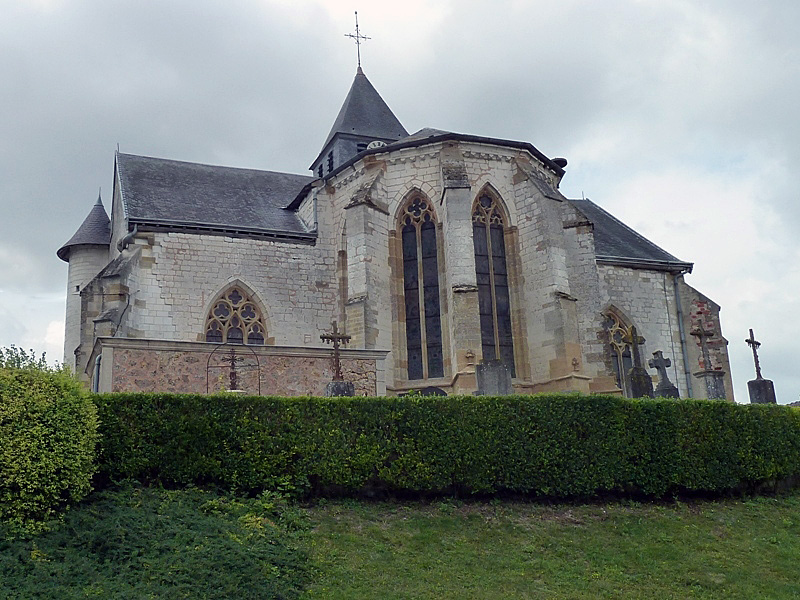
Kirche Nativité de Saint-Jean

| Jahr                       | 1962 | 1968 | 1975 | 1982 | 1990 | 1999 | 2008 | 2018 |
| -------------------------- | ---- | ---- | ---- | ---- | ---- | ---- | ---- | ---- |
| Einwohner                  | 164  | 136  | 121  | 106  | 116  | 109  | 109  | 89   |
| Quellen: Cassini und INSEE |      |      |      |      |      |      |      |      |